# 캣츠 (1992년 영화)
캣츠(衛斯理之老貓, The Cat)는 홍콩에서 제작된 Lam Ngai Kai 감독의 1992년 SF, 액션, 판타지 영화이다. 글로리아 입 등이 주연으로 출연하였다.

## 출연

### 주연
- 글로리아 입
- 이자웅
- 오영미

## 제작진
- 연출: 남내재